# Station Sukabumi
Sukabumi is een spoorwegstation in de Indonesische provincie West-Java.

## Bestemmingen
- Pangrango naar Station Bogor Paledang
- Siliwangi naar Station Ciranjang